# 雪月記
『雪月記』（せつげつき）は、作画・猪熊しのぶ、原作・山上旅路による漫画。『月刊アフタヌーン』（講談社）において、2009年11月号から2011年2月号まで連載された。
舞台は「戦国時代よりずっと前」。軍師である当主以外は稼ぐ手段を持たない、雪深い山奥にある照遠の里の話。

## 登場人物

### 照遠の里
照遠 緋乃（てるとお ひの）
照遠の里の当主にして、村人からは神子と呼ばれている軍師。誰からも女と間違えられるほど類稀なる美男子である。「浄天眼（じょうてんがん）」を用いて近未来の人の死を視ることが出来る。
過徒（すぎと）
緋乃の側仕えをしている。元薬売り。
銀次（ぎんじ）
元行商人。

### その他
塚原 仁兵衛（つかはら じんべえ）
斉奥国の上級武士。国の大事に照遠を頼る。
真弓 伊佐衛門 正之（まゆみ いさえもん まさゆき）
由賀国の領主。周辺二国と同盟を結んで斉奥国侵略を図る。派手好きの放蕩家、珍し物好きの女好き。

## 用語
浄天眼（じょうてんがん）
照遠の里の本家筋に近い人間に現れる呪術能力であり、人の死を視る能力のことである。死に際の人間に憑依する形で自分の痛みとして苦しみを体験する。

## 書誌情報
- 山上旅路（原作）・猪熊しのぶ（作画） 『雪月記』 講談社〈アフタヌーンKC〉、全3巻
  1. 2010年2月27日初版発行、ISBN 978-4-06-310634-3
  2. 2010年8月23日初版刊行、ISBN 978-4-06-310688-6
  3. 2011年2月23日初版刊行、ISBN 978-4-06-310731-9